# Melonenblatt-Nachtschatten
Der Melonenblatt-Nachtschatten (Solanum citrullifolium) ist eine Pflanzenart aus der Gattung Nachtschatten (Solanum) in der Familie Nachtschattengewächse (Solanaceae). Die Art ist im Norden Mexikos, sowie in Texas beheimatet, insgesamt werden drei Varietäten unterschieden.

## Beschreibung

### Vegetative Merkmale

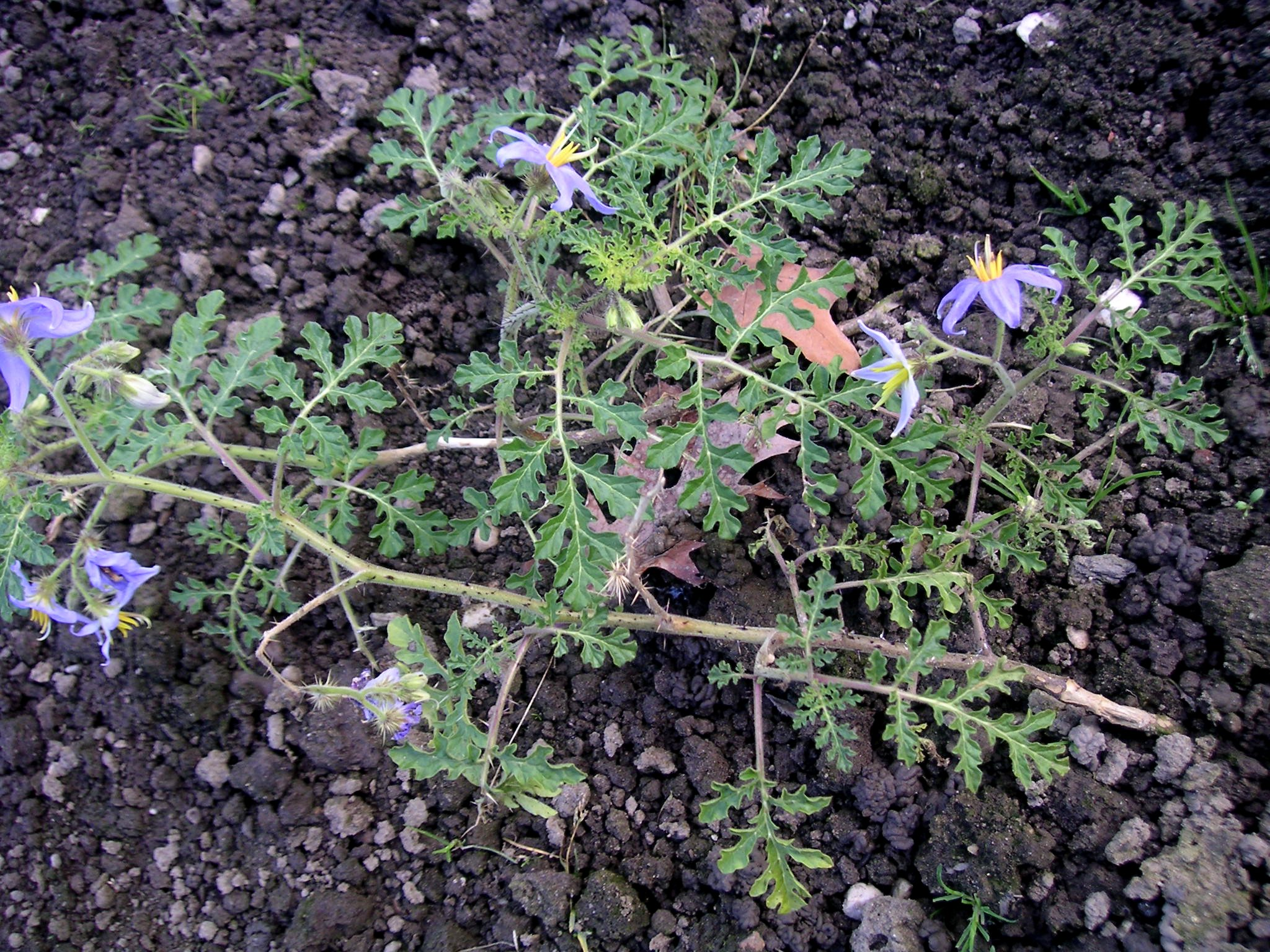
Habitus des Melonenblatt-Nachtschatten.

Der Melonenblatt-Nachtschatten bildet einjährige, 30 bis 80 cm hohe, mit Stacheln bewehrte krautige Pflanzen, die weit gespreizt verzweigt sind. Die Sprosse sind grün und haben einen drehrunden Querschnitt mit einem Durchmesser von 3 bis 9 mm; sie sind dicht bis spärlich beborstet oder bestachelt und mit meist einfachen, drüsen-köpfigen Trichomen von 0,3 mm Länge besetzt. Selten sind vor allem an den jüngeren Sprossen auch längere, einreihig stehende Trichome mit einer Länge von bis zu 0,7 mm zu finden. Die sympodialen Einheiten besitzen zwei Blätter, die mehr oder weniger gegenständig stehen. 
Die Laubblätter sind breit eiförmig und zweifach fiederspaltig und für gewöhnlich an der Basis gebuchtet. Die einzelnen Blattlappen sind abgestumpft oder abgerundet, die Blattspreiten sind 4 bis 10 cm lang. An den Hauptvenen stehen Stacheln; auf der Blattoberseite sind verschiedene drüsige sowie gelegentlich einige einfache, gerade Trichome mit bis zu 0,8 mm Länge zu finden. Auf der Unterseite befinden sich grob verteilt aufsitzende, mit wenigen Strahlen sternstrahlige und drüsige Trichome. Die Blattstiele sind {\displaystyle 1/2} bis {\displaystyle 2/3} so lang wie die Blattspreite und ebenfalls mit Stacheln besetzt.

### Blütenstände und Blüten
Der Melonenblatt-Nachtschatten blüht von Juli bis Oktober. Die Blütenstände stehen zwischen den Knoten (Konkauleszenz), sind 5 bis 11 cm lang und bestehen aus sechs bis zehn Blüten. Der Kelch ist in der Blühphase zur Hälfte bis zu zwei Dritteln in linear-lanzettliche, zugespitzte Lappen geteilt. Die Kelchröhre ist glockenförmig und 1,7 bis 2,6 mm lang. Die sternenförmige, fünfzählige, violette oder blaue Krone hat einen Durchmesser von 2,5 bis 3,5 cm und eng bis breit dreieckige Kronlappen. Innerhalb einer Blüte existieren zwei unterschiedliche Formen von Staubblättern: Zum einen ein einzelnes langes Staubblatt mit einem 1,1 bis 1,6 cm langen Staubbeutel, dieser ist spitz zulaufend von der Blütenmitte nach unten weisend, an der Spitze wieder nach innen gebogen und violett überlaufen. Zum anderen besitzt die Blüte vier kurze, komplett gelbe Staubblätter mit 6 bis 10 mm langen Staubbeuteln. Diese stehen kreisförmig angeordnet in der Mitte der Blüte. Der Fruchtknoten ist kahl und tief in die sich entwickelnde Kelchröhre integriert, der schlanke Griffel ist 1 bis 1,6 mm lang, die Narbe ist nicht verbreitert.

### Früchte und Samen

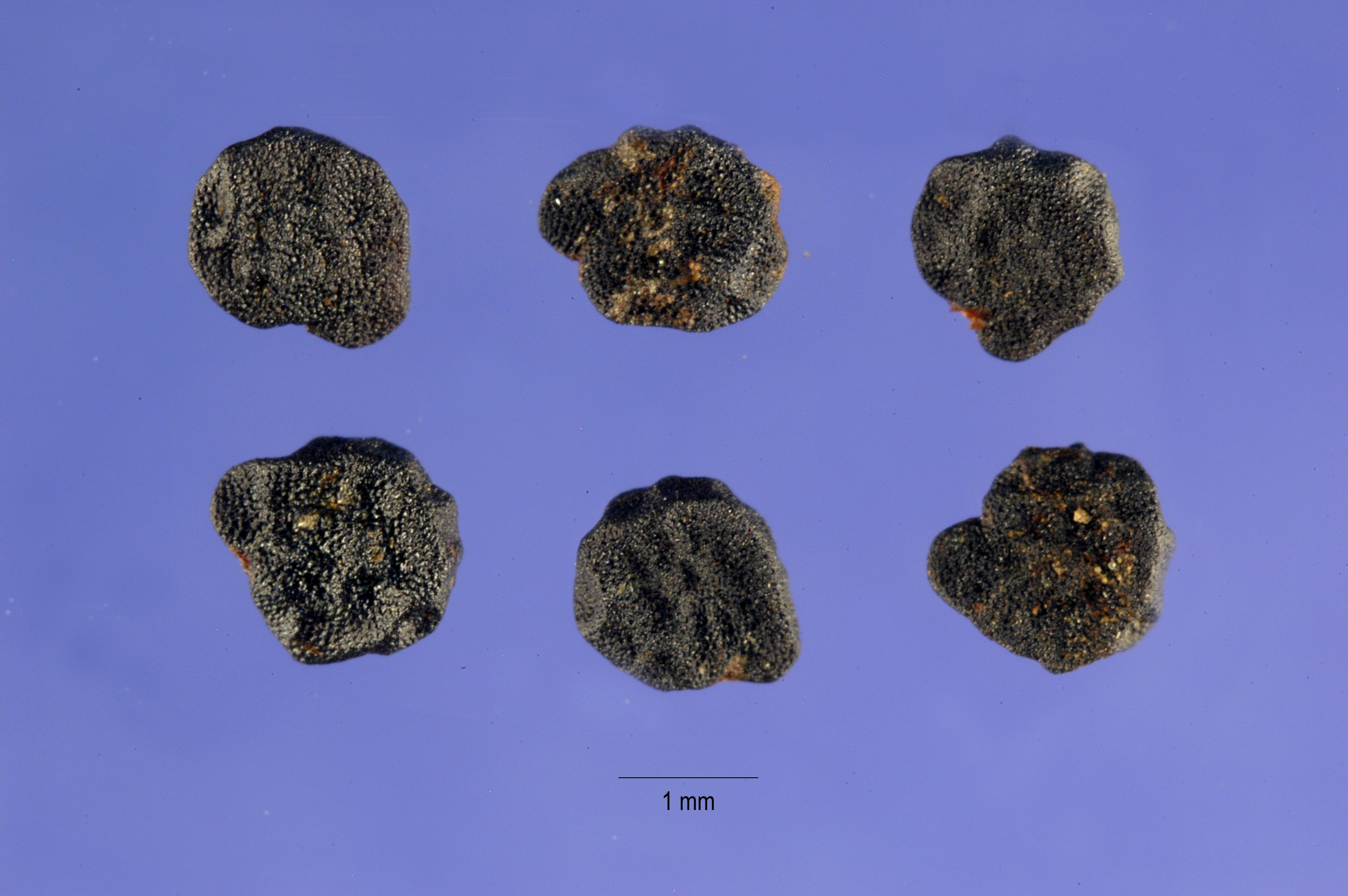
Samen des Melonenblatt-Nachtschatten.

Die Frucht ist eine kugelförmige Beere mit einem Durchmesser von 8,5 bis 11,5 mm, die an einem 9 bis 13 mm langen Fruchtstiel steht und gänzlich von der sich vergrößernden, eng anliegenden und mit Stacheln besetzten Kelchröhre umschlossen ist. Bei Reife trocknet die Frucht ein und springt auf. Pro Frucht werden etwa 30 bis 60 linsenförmige Samen gebildet. Diese sind dunkelbraun und 2,3 bis 2,9 mm lang; ihre Oberfläche ist netzartig, wellenförmig oder mit schwachen radialen Graten gefurcht.

### Sonstige Merkmale
Der Melonenblatt-Nachtschatten hat einen Chromosomenbasiszahl von {\displaystyle n=12}. In den Blättern wurden bei einer Studie verschiedene Flavonoide und Flavone festgestellt, deren Zusammensetzung charakteristisch für die Art ist. Es sind typischerweise verschiedene 3-O-Glykoside, 6, 8-diC-Glykosylapigenin und unter anderem in dieser Art erstmals nachgewiesene Derivate von 8-Hydroxymyricetin. Die Varietäten Solanum citrullifolium var. citrullifolium und Solanum citrullifolium var. setigerum zeigen Unterschiede in der Flavonoid-Zusammensetzung: Erstere enthält ein 8-O-Glykosid von 8-Hydroxyquercetin, in letzterer sind ein 8-Hydroxymyricetin-basiertes Aglycon und Apigenin 7-O-Glukosid zu finden. Die Varietät Solanum citrullifolium var. knoblochii wurde in dieser Studie nicht untersucht.

## Ökologie
Die ausgeprägte Zweigestaltigkeit der Staubgefäße ist typisch für die Solanum-Sektion Androceras und bedingt so auch beim Melonenblatt-Nachtschatten eine besondere Bestäubungsökologie. Das einzelne, größere Staubgefäß ist nach unten gebogen, weist jedoch mit der Spitze zur Blütenmitte. Durch die violette Färbung dieses Staubgefäßes bleiben die vier übrigen, gelben Staubgefäße primäres Ziel für verschiedene Bienen (Apiformes) als Bestäuber. Wie bei anderen Nachtschatten beugen sich die Bienen um diese Staubgefäße und lösen durch Vibrieren und Summen den Pollen, der auf dem Bauch der Biene landet und später auf die Schienenbürste verteilt wird. Dabei berührt jedoch der Hinterleib die Spitze des längeren Staubgefäßes, so dass dort ebenfalls Pollen abgelagert wird. Die Stellung des Griffels bedingt, dass dieser meist mit Pollen aus den längeren Staubgefäßen bestäubt wird, wenn größere Bienen, beispielsweise der Gattungen Hummeln (Bombus), Holzbienen (Xylocopa) und Protoxaea die Blüten besuchen. Der in den kürzeren Staubgefäßen gebildete Pollen ist jedoch ebenfalls fruchtbar.

## Verbreitung und Standort
Der Melonenblatt-Nachtschatten ist in Mexiko im Osten des Bundesstaates Chihuahua sowie im Westen des Bundesstaates Coahuila zu finden; im US-Bundesstaat Texas erstreckt sich das Verbreitungsgebiet im Trans-Pecos genannten Gebiet westlich des Pecos River. Isolierte Vorkommen der Art existieren im Westen Chihuahuas und im zentralen Texas.
Die Pflanzen wachsen auf Kalkstein, Lava, Sand, auf angeschwemmten Boden, im kalk- und salzhaltigen Flachland, oftmals auch um feuchte Senken, an schwach bewachsenen Berghängen, auf trockenen Grasländern und in ruderalen Gebieten. In überweideten und ruderalen Gebieten kann die Pflanze schnell zu einem störenden Unkraut werden.

## Systematik

### Äußere Systematik
Solanum citrullifolium ist ein typischer Vertreter der Untergattung Solanum subgenus Leptostemonum der Familie der Nachtschatten (Solanum). In der Sektionsaufteilung nach Whalen (1979) ist die Art in der Sektion Androceras, Serie Violaceifolium platziert. Molekularbiologische Untersuchungen von 112 der 350 bis 400 Arten umfassenden Untergattung Leptostemonum ergaben, dass die von Whalen 1984 beschriebenen Gruppen um Solanum rostratum (der auch der Melonenblatt-Nachtschatten angehört), sowie um Solanum crinitum zusammen mit der zuvor unplatzierten Art Solanum mitlense eine monophyletische Klade ergeben. Das Kladogramm mit den von Levin untersuchten Arten sieht folgendermaßen aus:
|  | Solanum citrullifolium |
|  |                        |
|  | Solanum rostratum      |
|  |                        |

|  | Solanum lycocarpum                 |
|  |                                    |
|  | \| \| Solanum mitlense \| \| \| \| |
|  |                                    |
|  | Solanum mitlense                   |
|  |                                    |

|  | Solanum mitlense |
|  |                  |

|  | Solanum lycocarpum                 |
|  |                                    |
|  | \| \| Solanum mitlense \| \| \| \| |
|  |                                    |
|  | Solanum mitlense                   |
|  |                                    |

|  | Solanum mitlense |
|  |                  |

|  | Solanum citrullifolium |
|  |                        |
|  | Solanum rostratum      |
|  |                        |

|  | Solanum lycocarpum                 |
|  |                                    |
|  | \| \| Solanum mitlense \| \| \| \| |
|  |                                    |
|  | Solanum mitlense                   |
|  |                                    |

|  | Solanum mitlense |
|  |                  |

|  | Solanum lycocarpum                 |
|  |                                    |
|  | \| \| Solanum mitlense \| \| \| \| |
|  |                                    |
|  | Solanum mitlense                   |
|  |                                    |

|  | Solanum mitlense |
|  |                  |

|  | Solanum citrullifolium |
|  |                        |
|  | Solanum rostratum      |
|  |                        |

|  | Solanum lycocarpum                 |
|  |                                    |
|  | \| \| Solanum mitlense \| \| \| \| |
|  |                                    |
|  | Solanum mitlense                   |
|  |                                    |

|  | Solanum mitlense |
|  |                  |

|  | Solanum lycocarpum                 |
|  |                                    |
|  | \| \| Solanum mitlense \| \| \| \| |
|  |                                    |
|  | Solanum mitlense                   |
|  |                                    |

|  | Solanum mitlense |
|  |                  |

|  | Solanum citrullifolium |
|  |                        |
|  | Solanum rostratum      |
|  |                        |

|  | Solanum lycocarpum                 |
|  |                                    |
|  | \| \| Solanum mitlense \| \| \| \| |
|  |                                    |
|  | Solanum mitlense                   |
|  |                                    |

|  | Solanum mitlense |
|  |                  |

|  | Solanum lycocarpum                 |
|  |                                    |
|  | \| \| Solanum mitlense \| \| \| \| |
|  |                                    |
|  | Solanum mitlense                   |
|  |                                    |

|  | Solanum mitlense |
|  |                  |

Kladogramm nach 

### Innere Systematik
Die Art wird in drei Varietäten unterteilt, die zum Teil voneinander getrennte Verbreitungsgebiete besitzen.
- Solanum citrullifolium var. citrullifolium: Die Sprosse der Nominatform sind mit maximal 20 Stacheln je Zentimeter besetzt, diese sind 3 bis 7 mm lang und bis zu 1 mm dick. Besonders an den jüngeren Trieben ist eine dichte Behaarung vorhanden. Die Früchte stehen an aufwärts gerichteten Stielen. Diese Varietät kommt in zwei geographisch getrennten Gebieten vor. Das Hauptgebiet erstreckt sich vom nördlichen bis mittleren Coahuila bis zu den Davis Mountains im Westen Texas’. Das zweite Verbreitungsgebiet liegt isoliert im zentralen Texas, die Erstbeschreibung der Art erfolgte anhand einer aus Samen aus diesem Verbreitungsgebiet gezogenen Pflanze. Die äußersten Blattlappen dieser Pflanzen sind im Vergleich zu den Pflanzen im Hauptgebiet abgerundeter, die sternförmigen Trichome auf der Blattunterseite fehlen fast vollständig und die Blütenstände vergrößern sich während der Fruchtreife mehr. Diese zentral-texanische Form gilt als sehr selten, sie wurde bisher erst zweimal (1930 und 1949) gesammelt.[4]
- Solanum citrullifolium var. knoblochii Whalen: Diese Varietät ähnelt der Nominatform in den meisten Eigenschaften, ist jedoch geographisch weit von ihr getrennt: Solanum citrullifolium var. knoblochii kommt nur in einem begrenzten Gebiet im Westen des Bundesstaates Chihuahua, im hochgelegenen Tarahumara vor. Die am Spross stehenden Stacheln sind 2 bis 4 mm lang, die blassblaue Krone hat oftmals weißliche Flecken an den Verwachsungen der Kronblätter. Die Behaarung ist weißlich, viele der Trichome erreichen Längen von 2 bis 3 mm. Die Früchte stehen Stielen, die im rechten Winkel zur Hauptachse des Blütenstandes angeordnet sind.[7][8]
- Solanum citrullifolium var. setigerum Bartlett : Diese Varietät  zeichnet sich vor allem durch eine sehr starke Bewehrung aus. Je Zentimeter Sprossachse befinden sich 25 oder mehr 4 bis 8 mm lange Stacheln, deren Durchmesser 0,5 mm jedoch kaum überschreitet. Die Varietät ist im Osten Chihuahuas bis in den Westen Coahuilas zu finden, gelegentlich auch im Presidio County (Texas).[5]

## Botanische Geschichte und Etymologie

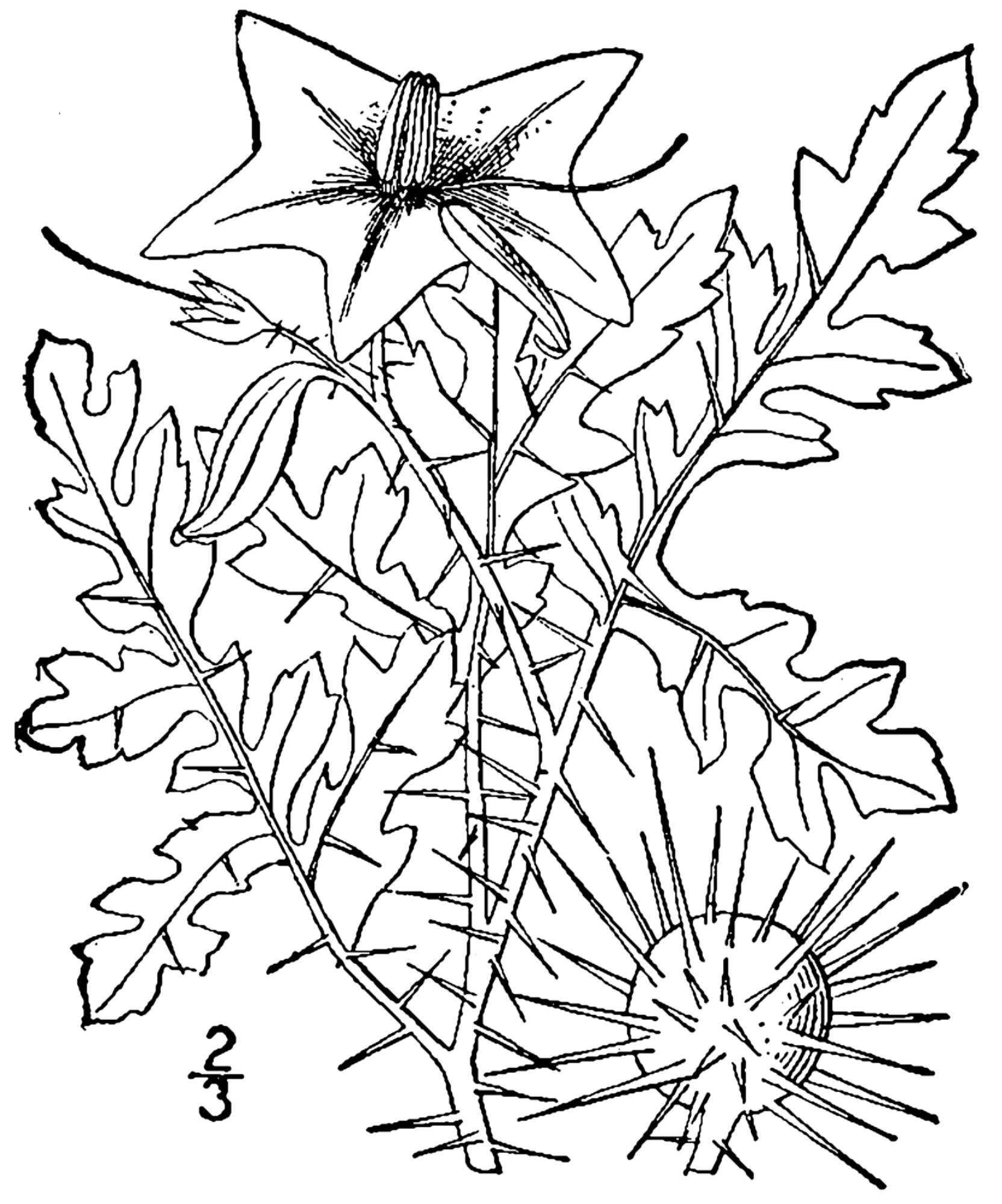
Historische Illustration von 1913.

Die Erstbeschreibung der Art erfolgte 1849 durch Alexander Braun anhand einer in Kultur gezogenen Pflanze des botanischen Gartens in Freiburg. Der Holotyp wurde wahrscheinlich zerstört, jedoch existiert ein von der gleichen Pflanze angefertigter Isotyp im Herbarium des Missouri Botanical Garden.
Das Art-Epitheton citrullifolium verweist auf die Form der Blätter, die denen der Wassermelone ähneln. Der deutsche Name ist eine wörtliche Übersetzung des Art-Epithetons.